# Ženska s tehtnico
Ženska s tehtnico (nizozemsko Vrouw met weegschaal), imenovana tudi Ženska tehta, je oljna slika nizozemskega slikarja zlate dobe Jana Vermeerja, ki je zdaj v Narodni galeriji umetnosti v Washingtonu, D. C.
Nekoč je slika, dokončana ok. 1662–1663, je bila znana kot Ženska, ki tehta zlato, vendar je natančnejša ocena pokazala, da je tehtnica v njeni roki prazna. Mnenja o temi in simboliki slike so različna, ženska pa se obravnava kot simbol svetosti ali prizemljenosti.

## Tema
Na sliki je Vermeer upodobil nekaj, kar se diskretno zdi kot mlada noseča ženska, ki drži prazno tehtnico pred mizo, na kateri stoji odprta škatla za nakit, biseri in zlato v njej pa se razlivajo. Modra tkanina počiva v levem ospredju, pod ogledalom, in okno na levi - nevidno, razen zlate zavese - daje svetlobo. Za žensko je slika Poslednje sodbe, ki prikazuje Kristusa z dvignjenimi, iztegnjenimi rokami. Za žensko je bila morda model Vermeerjeva žena, Catharina Vermeer.
Po besedah Roberta Huerte v knjigi Vermeer and Plato: Painting the Ideal (2005) je bila podoba različno »interpretirana kot slika vanitas, kot predstavitev božanske resnice ali pravičnosti, kot religiozna meditativna pomoč in kot spodbuda za vodenje uravnoteženo, premišljeno življenje.«" Nekateri gledalci so si predstavljali, da ženska tehta svoje dragocenosti, medtem ko drugi primerjajo njena dejanja s Kristusovimi, ki berejo prispodobo v bisere. Nekateri umetnostni kritiki, vključno z Johnom Michaelom Montiasom, ki jo opisuje kot »simbolično tehtajočo nerojene duše«, so žensko videli kot Marijin lik. Nekaterim kritikom, ki menijo, da meri svoje dragocenosti, sopostavitev s pravnomočno sodbo nakazuje, da bi se morala ženska osredotočati na zaklade nebes in ne na zemljo, z ogledalom na steni, ki krepi nečimrnost njenih prizadevanj. Drugi zgodovinarji so predlagali, da ravnotežje predstavlja njeno skrbno usklajevanje posvetnega premoženja in duhovne pobožnosti. V tej interpretaciji ogledalo na steni odseva žensko samospoznanje.

## Zgodovina
Slika, dokončana leta 1662 ali 1663, se je prej imenovala Ženska tehta zlato, preden je mikroskopska ocena potrdila, da je tehtnica v njenih rokah prazna. Slika je bila med veliko zbirko Vermeerjevih del, prodanih 16. maja 1696 v Amsterdamu iz zapuščine Jacoba Dissiusa (1653–1695). Prejel je 155 guldnov, kar je precej nad cenami, doseženimi v tistem času za njegovo Dekle, ki spi za mizo (62) in Oficir in smejoče se dekle (približno 44), a nekoliko pod Mlekarico (177).

## Materiali za slikanje
Prva pigmentna analiza te slike Hermanna Kühna je razkrila uporabo ultramarina za modri prt in svinčeno belilo za sivo steno. Pigment v svetlo rumeni zavesi je bil identificiran kot indijsko rumena. Naknadne tehnične preiskave slike Roberta L. Fellerja (1974) in M. E. Gifforda (1994) so pokazale, da je bila slika veliko pozneje podaljšana za približno pet centimetrov na vsaki strani. Vzorec, ki ga je leta 1968 raziskoval H. Kühn, je bil žal vzet iz tega podaljška. Pravi pigment rumene zavese je svinčeno-kositrno-rumena. Celotna analiza pigmenta po zadnjih podatkih je prikazana na Colourlex.